# Národní park Kaziranga
Národní park Kaziranga je indický národní park ve státě Ásám. Historie parku sahá k počátkům 20. století. 
V roce 1985 byl celý park zařazen ke světovému dědictví UNESCO.

## Fauna
V tomto národním parku žije 35 savců, z nichž 15 je podle Mezinárodního svazu ochrany přírody na červeném seznamu.
Tento park se pyšní tím, že je domovem největší světové populace nosorožce indického, vodního buvola a jelena barasinga. Další významnou populací velkých býložravců jsou slon indický, gaur a sambar. V tomto parku se nachází 57 % populace všech vodních buvolů.
Kaziranga je jednou z mála divokých chovných oblastí mimo Afriku s mnoho druhy velkých koček, jako jsou tygři indický a levhart. Kaziranga byla v roce 2006 prohlášena za rezervaci tygrů a podle posledního sčítání má, s počtem 118, nejvyšší hustotu tygrů na světě (jeden na pět km2).